# ニコラ・ウォーカー
ニコラ・ウォーカー（Nicola Walker、1970年5月15日 - ）はロンドン・ステップニー出身の女優。1990年から活動を開始し、『MI-5 英国機密諜報部』など数々のテレビドラマに出演している。また舞台演劇・映画・ラジオなどへの出演歴もある。
2013年にはローレンス・オリヴィエ賞で、『夜中に犬に起こった奇妙な事件』での演技を認められ最優秀助演賞を獲得した。
2014年には、BAFTA TV Award（英国アカデミー賞テレビ部門）において、『ラスト・タンゴ・イン・ハリファックス』"Last Tango in Halifax"での演技が最優秀助演賞にノミネートされた。

## 出演

### ドラマ
| 公開年    | 邦題 原題                                    | 役名                           | 備考                                      | 吹替       |
| --------- | -------------------------------------------- | ------------------------------ | ----------------------------------------- | ---------- |
| 2015–2021 | 埋もれる殺意 Unforgotten                     | キャシー・スチュアート         | 計24話出演 メインキャスト                 | 野沢由香里 |
| 2015      | River                                        | DS Jackie "Stevie" Stevenson   | 計6話出演 メインキャスト                  | N/A        |
| 2018      | コラテラル 真実の行方 Collateral             | Jane Oliver                    | 計4話出演 ミニシリーズ                    | TBA        |
| 2018      | 9から始まる奇妙な物語 Inside No 9            | Harriet                        | Episode: "To Have and to Hold" (Series 4) |            |
| 2018–2022 | ザ・スプリット 離婚弁護士 The Split          | Hannah Stern                   | 計18話出演 メインキャスト                 |            |
| 2021–     | 警部補アニカ ～海上殺人捜査ファイル～ Annika | アニカ・ストランドヘッド警部補 | 計12話出演 メインキャスト                 | 野沢由香里 |
| 2022      | Marriage                                     | Emma                           | 計4話出演                                 | N/A        |
| 2024      | メアリー&ジョージ 王の暗殺者 Mary & George   | エリザベス・ハットン           | ミニシリーズ                              | 野沢由香里 |